# فابیان کانسلاریچ
فابیان کانسلاریچ (انگلیسی: Fabián Cancelarich؛ ۳۰ دسامبر ۱۹۶۵ – ۱۴ مهٔ ۲۰۲۴) بازیکن فوتبال اهل آرژانتین بود.
از باشگاه‌هایی که وی در آنها بازی کرده‌، می‌توان به باشگاه فوتبال نیولز اولد بویز و باشگاه فوتبال اتلتیکو هوراکان اشاره کرد.
وی همچنین در تیم ملی فوتبال آرژانتین بازی کرده‌است.